# Zavkhan
Pour la province, voir Zavkhan (province).
La Zavkhan est une rivière mongole d'une longueur de 670 km. Elle est tributaire du lac Khyargas, un lac endoréique de l'ouest du pays.

## Source de la traduction
- (en) Cet article est partiellement ou en totalité issu de l’article de Wikipédia en anglais intitulé « Zavkhan River » (voir la liste des auteurs).